# Andreas Kroh
Andreas Kroh (* 1976 in Wien) ist ein österreichischer Paläontologe am Naturhistorischen Museum Wien. Er ist Spezialist für fossile und rezente Seeigel (Echinodermata) und deren Systematik (mit Methoden der Kladistik).

## Leben
Kroh studierte an der Universität Wien Geologie und Paläontologie mit dem Diplom 2000 (Lower Miocene Echinoids from Gebel Gharra, Egypt (Systematics and Palaeoecology)) und an der Universität Graz mit der Promotion 2004 (Neogene Echinoderms of the Central Paratethys (Revision of the Echinoids; Palaeoecology, Biodiversity & Biogeography of the Paratethyan Echinoderm Fauna)).  Er betreute Datenbanken und forschte bei der Österreichischen Akademie der Wissenschaften und ist seit 2005 am Naturhistorischen Museum Wien, wo er unter anderem den Dinosauriersaal und den Saal GaiaSphere-Die Erde als System gestaltete, die Serie A der Hauszeitschrift Annalen des Naturhistorischen Museums in Wien herausgibt und die internationale Datenbank World Register of Marine Species (WoRMS) betreut (er ist seit 2013 in deren Leitungskomitee) und OeTyp (Catalogue of Palaeontological Types in Austrian Collections).

## Auszeichnungen
2014 erhielt er mit Jörn Peckmann den Friedrich-von-Alberti-Preis, für seine Verdienste um die nachhaltige Sicherung und Veröffentlichung des paläontologischen Typenmaterials in Österreich und seine exzellenten Arbeiten, vor allem über fossile Seeigel, in denen er klassische und moderne phylogenetische Methoden verbindet und zur Zukunftsfähigkeit der Paläontologie beiträgt (Laudatio von Mike Reich).

## Werke
- 2005: Catalogus fossilium Austriae (Band 2): Echinioidea neogenica. Verlag der Österreichischen Akademie der Wissenschaften, Wien 2005, ISBN 978-3-7001-3491-6.
- 2009: Das verschwundene Meer: Fossilienwelt Weinviertel. Naturhistorisches Museum, Wien 2009, ISBN 978-3-902421-42-5.
- 2009: Gaiasphäre – die Erde als System. Naturhistorisches Museum, Wien 2009, ISBN 978-3-902421-39-5.
- 2010: Index of Living and Fossil Echinoids 1971-2008. In: Annalen des Naturhistorischen Museums in Wien. Band 112A, 2010, S. 195–470 (zobodat.at [PDF]).
- 2011: Jakob Friedrich van der Nüll: Großbürger und Sammler in Wien an der Wende zum 19. Jahrhundert. Verlag des Naturhistorischen Museums, Wien 2011, ISBN 978-3-902421-56-2.
- 2011: Dinosaurier: die schrecklichen Echsen der Urzeit. Naturhistorisches Museum, Wien 2011, ISBN 978-3-902421-57-9.